# توربيك
توربيك هي مدينة من مدن دولة هايتي، يبلغ عدد سكانها 69,189 نسمة بحسب إحصائيات سنة 2009. في حين يبلغ ارتفاع المدينة عن سطح البحر قرابة 246 متر.